# Cornelis Tromp
Cornelis Maartenszoon Tromp, ( Róterdam el 3 de septiembre de 1629 - Ámsterdam, el 29 de mayo de 1691),  fue un militar de la marina neerlandesa. Era el hijo del almirante Maarten Tromp. Alcanzó el grado de almirante de la Marina neerlandesa y brevemente también fue almirante general de la Marina danesa. Combatió en las tres primeras Guerras anglo-neerlandesas y en la guerra escanesa.
Cornelis Tromp era el segundo hijo del famoso almirante Maarten Tromp, comandante supremo de la flota de las Provincias Unidas durante la primera guerra anglo-neerlandesa y su primera esposa, Dignom Cornelisdochter de Haes, la hija de un comerciante.
En 1642, permaneció en Harfleur para aprender francés con un pastor calvinista. El 1 de septiembre de 1643, con 13 años, marchó a navegar junto a su padre en el buque insignia, Aemilia. Dos años más tarde fue ascendido a teniente y el 22 de agosto de 1649 a capitán.
Sirvió en la primera guerra anglo-neerlandesa, combatiendo en la Batalla de Livorno, en 1653. Durante la batalla murió Johan van Galen, comandante en jefe de la armada en el Mediterráneo, aunque Cornelis no fue elegido para sucederle. Si fue ascendido en noviembre de ese mismo año, después de la muerte de su padre, contralmirante del Almirantazgo Maas. 
En 1658 se descubrió que había empleado sus naves para comerciar con bienes de lujo; como resultado, fue multado y despojado del mando directo hasta 1662. En 1665, Poco antes del inicio de la segunda guerra anglo-neerlandesa fue ascendido a vicealmirante. En el desarrollo de esta guerra, el 13 de junio en la batalla de Lowestoft evitó la catástrofe total al tomar el mando de la flota para permitir la huida de la mayor parte de la flota neerlandesa.
Ganando así una repentina popularidad que estaba entonces en 23 de julio de 1665 dada temporalmente el mando supremo de la flota confederada como teniente almirante, pero tuvo que renunciar a esta función (pero no clasificar) el próximo mes a favor del teniente-almirante Michiel de Ruyter; luchó, de haber sido transferido al Almirantazgo de Ámsterdam el 6 de febrero de 1666, en virtud de este último en los cuatro días de batalla y el St. James Day Battle.
Por esta acción ganó una repentina popularidad y en julio le fue concedido el mando temporal de la flota de la Confederación hasta que en agosto fue nombrado jefe el almirante  Michiel de Ruyter. Después de ser transferido al Almirantazgo de Ámsterdam, se desempeñó bajo el mando de Ruyter en la Batalla de los Cuatro Días y North Foreland. Ruyter le culpó del fracaso de esta última.
Se vio envuelto en los asesinatos de los hermanos Johan de Witt y Cornelis de Witt, en 1672.

## Armada danesa
En mayo de 1676, fue nombrado Almirante general de Armada danesa y caballero de la Orden del Elefante y en 1677 conde de Sølvesborg. Derrotó a la Armada sueca en la batalla de Öland.